# The Photographical Congress Arrives in Lyon
The Photographical Congress Arrives in Lyon er en fransk stumfilm fra 1895 af Louis Lumière.